# فیض‌آباد (زرقان)
فیض‌آباد، روستایی در دهستان رحمت‌آباد بخش رحمت‌آباد شهرستان زرقان در استان فارس ایران است.

## جمعیت
بر پایه سرشماری عمومی نفوس و مسکن در سال ۱۳۹۵، جمعیت این روستا برابر با ۱۰۸ نفر (۳۰ خانوار) بوده است.